# Vincenzo di Troyes
Vincenzo di Troyes (Troyes, VI secolo – Troyes, 4 febbraio 546) è stato il decimo vescovo di Troyes; successore di Cameliano, continuò con molto zelo la sua opera evangelizzatrice.

## Biografia
Vincenzo fu consacrato vescovo di Troyes attorno al 536. Fu un pastore molto devoto e molto attento ai bisogni dei suoi concittadini. Mostrò un grande zelo per il culto dei santi, venerò particolarmente sant'Aventino discepolo di san Lupo e di san Cameliano.
Fece costruire una piccola chiesa dedicata ad Aventino sul luogo della sua tomba, alle porte della città, e volle essere seppellito lui stesso in quella chiesa, che nel IX secolo divenne sede di una parrocchia, il cui territorio comprendeva oltre a un quartiere della città, il casale della Vacherie e una parte di quello della Molme. La chiesa fu poi demolita in parte durante la Rivoluzione francese e definitivamente nel 1833. Per fortuna però le reliquie di sant'Aventino erano state traslate già nel XIII secolo nella chiesa a lui dedicata nella collegiata di Saint Etienne.
Morì attorno al 546 sotto il regno di Childeberto I.

## Culto
Il culto è circoscritto alla diocesi di Troyes e non più riconosciuto dalla Chiesa cattolica, benché un tempo il Martirologio romano ne avesse fissato la memoria liturgica il 4 febbraio.
Una sua costola, custodita in una piccola cassa d'argento con un'iscrizione in caratteri gotici si trova fra le reliquie di sant'Aventino. Il resto del suo corpo rimase nella sua tomba che fu distrutta con tutta la chiesa di Sant'Aventino durante la Rivoluzione francese.